# Klaus Jacob (Politikwissenschaftler)
Klaus Jacob (* 4. Januar 1967) ist ein deutscher Politikwissenschaftler, der als Forschungsleiter an der Forschungsstelle für Umweltpolitik der Freien Universität Berlin arbeitet.
Jacob arbeitet und publiziert zu Themen der Politischen Ökologie wie Umweltpolitik im internationalen Vergleich, Integration von Umwelterfordernissen in den verschiedenen Politikfeldern und Innovations- und Markteffekten von Umweltpolitik. Jacob ist Sprecher des Arbeitskreises Umweltpolitik und Global Change der Deutschen Vereinigung für Politische Wissenschaft und Vorsitzender des Organisationskreis der internationalen Konferenzreihe „Berlin Conferences on the Human Dimension of Global Environmental Change“.

## Schriften
- mit F. Biermann, P.-O. Busch, P. H. Feindt (Hrsg.): Politik und Umwelt. VS, 2007, ISBN 978-3531148892.
- mit A. Volkery, A. Lenschow: Instruments for Environmental Policy Integration in 30 OECD Countries. Edward Elgar Publishing, 2008, ISBN 978-1847204905.
- mit M. Jänicke: Umweltpolitikintegration und Umweltinnovation. Metropolis, Marburg 2005, ISBN 3-89518-497-7.